# Silver Shadow
Silver Shadow es un crucero que entró en servicio en 2000 y es operado por Silversea Cruises. Tiene capacidad para 382 pasajeros y 295 miembros de la tripulación. Su nave gemela es el Silver Whisper, y ambos barcos fueron construidos en el Astillero Mariotti en Génova, Italia. Ambos tienen una relación espacio-pasajeros de  74, proporcionando más espacio por pasajero que cualquier otro crucero. Este ratio se calcula dividiendo el tonelaje bruto de un buque por su capacidad de pasajeros. La proporción de pasajeros y tripulación también es alta, de 1,31 a 1.

## Instalaciones
El buque cuenta con 194 suites exteriores, que van desde los 26,7 m² hasta los 133,3 m². Un 80 % de las suites cuentan con balcones de teca.

## Incidentes
En la mañana del 16 de marzo de 2012, el Silver Shadow colisionó con otro barco debido a la espesa niebla en las costas de Vietnam. Estaba a unas cinco millas de la costa de la bahía de Ha Long. Hubo informes de daños en el buque portacontenedores y lesiones no confirmadas en la tripulación de un buque portacontenedores. No hubo informes de lesiones en el Silver Shadow, aunque algunos pasajeros reportaron daños por proa. El Silver Shadow continuó su viaje 90 minutos después.
El 17 de junio de 2013, en Skagway, Alaska, el barco no superó una inspección sorpresa realizada por la agencia estadounidense Centros para el Control y Prevención de Enfermedades (CDC). Los miembros de la tripulación alertaron a los inspectores que los supervisores les ordenaron almacenar alimentos en sus habitáculos privados, no en refrigeradores para ocultar la comida a los inspectores. El inspector principal ordenó la destrucción de los alimentos contaminados. Derramó lejía sobre la comida desechada para asegurarse de que no fuera servida más tarde. El CDC no tiene autoridad imponer sanciones o detener un barco, por lo que se permitió que continuara su ruta.